# Plagiochila salazariae
Plagiochila salazariae là một loài rêu trong họ Plagiochilaceae. Loài này được Inoue mô tả khoa học đầu tiên năm 1989.